# Teorema del consenso
Il teorema del consenso è un teorema estremamente utile nella semplificazione di un'espressione booleana. In una espressione del tipo 
{\displaystyle xy+{\bar {x}}z+yz} si dimostra che il termine {\displaystyle yz} è ridondante 
e può essere eliminato semplificando l'espressione originaria in {\displaystyle xy+{\bar {x}}z}.
In modo intuitivo possiamo comprendere il teorema osservando che, in una serie di tre somme, per essere rilevante ai fini del risultato dovremmo avere {\displaystyle yz=1}. In tal caso avremmo anche {\displaystyle y=1} e {\displaystyle z=1}, pertanto uno qualsiasi dei due termini {\displaystyle xy} e {\displaystyle {\bar {x}}z} deve valere {\displaystyle 1}, sia che valga {\displaystyle {\bar {x}}=1} oppure valga {\displaystyle x=1}. Osserviamo come essendo sufficiente un prodotto uguale ad {\displaystyle 1} per ottenere {\displaystyle 1} come risultato dell'intera somma, non sarebbe influente il prodotto {\displaystyle yz}.
Teorema del consenso
{\displaystyle xy+{\bar {x}}z+yz=xy+{\bar {x}}z}
Dimostrazione
La prova del teorema è molto semplice in quanto basta verificare che il primo termine a sinistra dell'uguaglianza è equivalente al secondo.
{\displaystyle {\begin{alignedat}{3}xy+{\bar {x}}z+yz&=xy+{\bar {x}}z+yz(x+{\bar {x}})\\&=xy+{\bar {x}}z+xyz+{\bar {x}}yz\\&=xy+xyz+{\bar {x}}z+{\bar {x}}yz\\&=xy(1+z)+{\bar {x}}z(1+y)\\&=xy(1)+{\bar {x}}z(1)\\&=xy+{\bar {x}}z\\\end{alignedat}}}
Il termine ridondante {\displaystyle yz} è detto termine di consenso e rappresenta il consenso dei termini {\displaystyle xy} e {\displaystyle {\bar {x}}z}. In generale, dati due termini in cui una variabile compare in un termine e il complemento della stessa variabile compare nell'altro, il termine di consenso è formato dal prodotto dei due termini in questione eliminando da essi la variabile e il suo complemento.
Ad esempio il consenso di {\displaystyle xyz} e {\displaystyle {\bar {y}}wz} è {\displaystyle (xz)(wz)=xwz}.
Forma duale del teorema del consenso
{\displaystyle (x+y)({\overline {x}}+z)(y+z)=(x+y)({\overline {x}}+z)}